# یوسف‌آباد صیرفی
یوسف‌آباد صیرفی، روستایی از توابع بخش مرکزی شهرستان شهریار در استان تهران ایران است.این روستا که در آغاز یوسف آباد نامیده می شد مکان دفن امام زاده عبدالله (ع) می باشد.دلیل تغییر نام این روستا از یوسف آباد به یوسف آباد صیرفی این بود که در زمان پهلوی خان و مالک این روستا شخصی به نام حاج میرزا علی صراف بوده که بعدها فررندان ایشان به فامیلی صیرفی تغییر نام پیدا کرده و نام خودشان رو روی این روستا گذاشته اند.در زمان اصلاحات ارضی حدودا ۲۵۰ هکتار از اراضی مالکانه را به کشاورزان تعلق گرفت و سپس بعد از پیروزی انقلاب بخش زیادی هم از طریق کشت موقت و واگذاری هیئت های 10 نفره به زارعین واگذار شد که هم اکنون بجای کشاورزی در آنها ویلا کاری شده است و باید دید نقش جهاد کشاورزی و دیگر نهاد های نظارتی در خصوص ویرانی کشاورزی منطقه زرخیز شهریار چقدر بوده است . روستای مورد نظر با روستای مجاورش اسفین متعلق به مالکان بوده است .خاندانی که کد خدایی و اداره ی ده را بر عهده داشتند خاندان  قوامی و فراهانی بودند که کد خدایان  رمضانعلی قوامی( که ایشان از قدیمی ترین و بزرگ ترین افراد روستا بود.)  و حیدر علی فراهانی بودند .معتبر ترین کشاورز های زمان حاج میرزا علی صرافی و کربلایی رمضانعلی قوامی  از اولین خاندان های قدیمی و اصل ساکن این روستا بوده و هستند ، می توان به خاندان های فراهانی ، قوامی ،خوش نشین (مقیم های یوسف آباد)اشاره کرد .

## جمعیت
این شهرک در شهرستان شهریار قرار دارد و براساس سرشماری مرکز آمار ایران در سال ۱۳95، جمعیت آن 6٬063 نفر (1516خانوار) بوده‌است.